# Hrebinec
Hrebinec (vyslovováno [chrebinec]) je vesnice v Chorvatsku v Záhřebské župě. Je součástí opčiny Brckovljani, od jejíhož stejnojmenného střediska se nachází 4 km severozápadně. Nachází se asi 8 km severovýchodně od města Dugo Selo a 29 km severovýchodně od centra Záhřebu. V roce 2011 zde žilo 242 obyvatel, přičemž počet obyvatel oproti roku 2001 mírně stoupl.

## Vývoj počtu obyvatel
| Počet obyvatel | Počet obyvatel | Počet obyvatel | Počet obyvatel | Počet obyvatel | Počet obyvatel | Počet obyvatel | Počet obyvatel | Počet obyvatel | Počet obyvatel | Počet obyvatel | Počet obyvatel | Počet obyvatel | Počet obyvatel | Počet obyvatel | Počet obyvatel |
| -------------- | -------------- | -------------- | -------------- | -------------- | -------------- | -------------- | -------------- | -------------- | -------------- | -------------- | -------------- | -------------- | -------------- | -------------- | -------------- |
| 1857           | 1869           | 1880           | 1890           | 1900           | 1910           | 1921           | 1931           | 1948           | 1953           | 1961           | 1971           | 1981           | 1991           | 2001           | 2011           |
| 203            | 200            | 232            | 301            | 341            | 400            | 386            | 407            | 384            | 360            | 342            | 281            | 220            | 212            | 237            | 242            |

## Sousední vesnice
| Růžice kompasu | Laktec Banje Selo | Štakorovec     | Stančić         | Růžice kompasu |
| Růžice kompasu | Glavničica        | Sever          | Brckovljani     | Růžice kompasu |
| Růžice kompasu | Glavničica        | Hrebinec       | Brckovljani     | Růžice kompasu |
| Růžice kompasu | Glavničica        | Jih            | Brckovljani     | Růžice kompasu |
| Růžice kompasu | Prozorje          | Donje Dvorišće | Gornje Dvorišće | Růžice kompasu |